# Choča
Choča (ungarisch Hecse) ist eine Gemeinde im Westen der Slowakei mit 470 Einwohnern (Stand 31. Dezember 2024), die zum Kreis Okres Zlaté Moravce, einem Teil des Nitriansky kraj, gehört.

## Geographie
Die Gemeinde befindet sich im nordöstlichen Teil des slowakischen Donautieflands, am nordöstlichen Rand von dessen Untereinheit Žitavská pahorkatina. Durch den Ort fließt der Čerešňový potok im Einzugsgebiet der Žitava. Das Ortszentrum liegt auf einer Höhe von 170 m n.m. und ist 11 Kilometer von Zlaté Moravce entfernt.
Nachbargemeinden sind Sľažany im Norden, Tesárske Mlyňany (Ortsteile Tesáre nad Žitavou und Mlyňany) im Osten und Süden, Beladice (Ortsteile Veľké Chrašťany, Beladice und Pustý Chotár) im Südwesten und Westen und Neverice (Ortsteil Čakýň) im Nordwesten.

## Geschichte
Das Gemeindegebiet von Choča wurde in der Jungsteinzeit besiedelt, mit Funden aus einer Siedlung der Linearbandkeramischen Kultur.
Choča wurde zum ersten Mal 1172 als Gut der Benediktinerabtei in Pannonhalma schriftlich erwähnt, im Jahr 1209 taucht der Ort als Gut des Burg Zolgagewr (bei Hlohovec, heute slowakisch Posádka) auf. 1234 gehörte ein Teil des Dorfes der Burg Barsch, 1376 wurde es auf Betreiben des Geschlechts Forgách gewaltsam zur Herrschaft der Burg Gýmeš gebracht. Nach dem Flucht der Forgáchs Richtung Polen nach dem gescheiterten Rákoczi-Aufstand fiel Choča zuerst an das Ärar und danach an die Herrschaft von Goldmorawitz. Die letzten Besitzer stammten aus der Familie Migazzi.
Im Zuge der Reformation war Choča im 17. Jahrhundert überwiegend evangelisch, wurde aber später wieder rekatholisiert. 1601 standen 18 Häuser im Ort, 1720 gab es neun Steuerzahler und eine Gaststätte, 1828 zählte man 18 Häuser und 244 Einwohner, die als Landwirte beschäftigt waren.
Bis 1918 gehörte der im Komitat Bars liegende Ort zum Königreich Ungarn und kam danach zur Tschechoslowakei beziehungsweise heute Slowakei.

## Bevölkerung
| Jahr                | 1994 | 2004    | 2014    | 2024    |
| ------------------- | ---- | ------- | ------- | ------- |
| Anzahl der Personen | 474  | 486     | 501     | 470     |
| Unterschied         |      | +2,53 % | +3,08 % | −6,18 % |

| Jahr                | 2023 | 2024    |
| ------------------- | ---- | ------- |
| Anzahl der Personen | 483  | 470     |
| Unterschied         |      | −2,69 % |

Gemäß der Volkszählung 2011 wohnten in Choča 514 Einwohner, davon 504 Slowaken, jeweils zwei Magyaren und Polen sowie jeweils ein Mährer, Rom und Tscheche. Ein Einwohner gab eine andere Ethnie an und zwei Einwohner machten keine Angabe zur Ethnie.
440 Einwohner bekannten sich zur römisch-katholischen Kirche, fünf Einwohner zur Evangelischen Kirche A. B., zwei Einwohner zur reformierten Kirche, jeweils ein Einwohner zur orthodoxen Kirche und zur tschechoslowakischen hussitischen Kirche und ein Einwohner zu einer anderen Konfession. 53 Einwohner waren konfessionslos und bei 11 Einwohnern wurde die Konfession nicht ermittelt.

## Bauwerke und Denkmäler
- römisch-katholische Kirche aus dem Jahr 1961